# Avalancha mantélica
Se denomina avalancha mantélica o avalancha del manto (del inglés mantle avalanche) a desplomes hipotéticos del manto terrestre. Se piensa que la avalanchas mantélicas se originan a 660 km de profundidad, lugar en el que partes frías del manto que se encuentran descendiendo se apilan para luego descender esporádicamente cuando se ha acumulado cierta cantidad crítica de material.

## Ciclos magmáticos
A lo largo de la historia temprana del planeta se han producido al menos tres supereventos magmáticos, los episodios de mayor formación de rocas ígneas del registro geológico, separados entre sí unos 800 millones de años (Ma): el más antiguo e intenso hace unos 2700 Ma, en el Neoarcaico, otro hace 1900 Ma, en el Orosírico y el tercero hace 1200 Ma, en el límite Ectásico-Esténico. Algunos autores, como el tectónico Kent Condie en 1998, han recurrido a las avalanchas mantélicas para explicarlos.
En cada uno de ellos se habrían formado grandes mesetas basálticas que habrían contribuido al aumento de las masas continentales en periodos de tiempo relativamente cortos.
El mecanismo propuesto por Condie para explicar estos supereventos habría sido producido por avalanchas mantélicas, gigantescos hundimientos gravitacionales de material del manto superior y la corteza, que caerían desde el límite del manto superior con el inferior (a 670 km de profundidad) hasta el mismo límite del núcleo externo (a unos 2900 km de la superficie), atravesando todo el manto inferior (unos 2230 km de espesor). Como consecuencia se formarían numerosas perturbaciones en forma de plumas del manto que, ascendiendo hasta la corteza, darían lugar al citado magmatismo.
El origen de estas avalanchas periódicas del manto estaría en los cambios físicos de los fragmentos de litosfera que han subducido hasta los 670-700 km de profundidad, cotas en las que encuentran resistencia a subducir más y se horizontalizan. La masa de litosfera que ha subducido, de hasta 100 km de espesor y más fría que el manto que la envuelve, puede tardar varios millones de años en alcanzar la temperatura que facilite, junto con la mayor presión de estos niveles, la densificación de los minerales que la componen (transformación de peridotitas en eclogitas). Cuando la nueva situación de densidad de la masa litosférica subducida se vuelve inestable, se produciría el derrumbe en avalancha hasta el núcleo.
Este proceso se habría repetido varias veces pero, como cada evento implica una importante pérdida de calor en el manto, cada repetición del ciclo habría sido de menor intensidad que el precedente. Se podrían explicar asimismo por este mecanismo los picos de magmatismo, de mucha menor intensidad que los anteriores, del final del Paleozoico, hace unos 300 Ma, y del Cretácico medio, hace unos 100 Ma.